# Pitekunsaurus
Pitekunsaurus is een geslacht van sauropode dinosauriërs, behorend tot de groep van de Titanosauria, dat tijdens het late Krijt leefde in het gebied van het huidige Argentinië.

## Vondst en naamgeving
De typesoort Pitekunsaurus macayai is in 2008 beschreven door de paleontoloog professor Leonardo Filippi van het Museo Carmen Funes de Plaza Huincul en de geoloog Alberto Garrido van het Museo Juan Olsacher de Zapala. De soortaanduiding eert Luis Macaya, een ingenieur van een aardoliemaatschappij die het fossiel in april 2004 ontdekte en belangeloos aan de wetenschap ter beschikking stelde. De geslachtsnaam is afkomstig uit het Mapudungun, de taal van de in het gebied inheemse Mapuche en verwijst naar Macaya's beroep: pitëkun betekent "ontdekken", vooral de plotse ontdekking van een verborgen schat, zoals een aardoliebron — of een fossiel.
Het holotype MAU-Pv-AG-446, aangetroffen in een laag uit het Campanien, ongeveer tachtig miljoen jaar oud, bestaat uit een skelet met schedel. Bewaard zijn gebleven: een linkervoorhoofdsbeen, de onderkant van de hersenpan, een losse tand, de draaier, twee verdere voorste halswervels, een achterste halswervel, twee voorst ruggenwervels, een achterste ruggenwervel, een voorste staartwervel, drie achterste staartwervels, een rechterschouderblad, een rechterellepijp en een stuk dijbeen. Ze werden aangetroffen in de provincie Neuquén in de vindplaats van Rincón de los Sauces in de Cañadón de Aguada Grande die in de laatste jaren al vele nieuwe soorten heeft opgeleverd, waaronder de titanosauriër Rinconsaurus, waaraan Pitekunsaurus nauw verwant lijkt te zijn.

## Beschrijving
Pitekunsaurus is een middelgrote plantenetende sauropode.
De beschrijvers wisten vier autapomorfieën vast te stellen, unieke afgeleide eigenschappen. De processus basipterygoidei, uitsteeksels van de onderste hersenpan, zijn door een brede trog van elkaar gescheiden en steken evenwijdig uit. Bij de voorste halswervels heeft de richel die tussen het achterste gewrichtsuitsteeksel en het doornuitsteeksel loopt op dat laatste uitsteeksel kleine uithollingen of lengtegroeven. Bij de voorste ruggenwervels is de richel tussen het achterste gewrichtsuitsteeksel en het wervellichaam aan de basis gevorkt. Bij de voorste ruggenwervels ligt bij de achterste richel op de onderzijde van het zijuitsteeksel een extra richeltje.
Bij andere Titanosauriformes staan de processus basipterygoidei uit elkaar onder een hoek van 20 tot 45°. De tand is stiftvormig met een beitelvormig uiteinde. De halswervels zijn langgerekt. De beschrijvers was de functie van de groefjes op de lamina spinopostzygapofysealis, de tweede autapomorfie, onduidelijk. De extra richel op de onderzijde van het zijuitsteeksel verbindt het midden van de lamina centrodiapofysealis posterior met de meer naar voren liggende lamina paradiapofysealis. Rinconsaurus heeft ook een extra richel maar daar loopt die evenwijdig met de hoofdrichel. De staartwervels hebben geen lengtetrog, verdeeld door een lengterichel, op de onderkant. Ze tonen een opmerkelijke opeenvolging van de vorm van de gewrichtsfacetten: vooraan zijn ze procoel, dan worden ze amficoel, dan biconvex, dus met bolle facetten aan beide uiteinden en uiteindelijk weer procoel. Ook bij Rinconsaurus is er een grote variabiliteit, zelfs tussen individuen onderling. Het schouderblad heeft een lengte van negenenzestig centimeter. De ellepijp heeft een lengte van achtenveertig centimeter en is recht en robuust.

## Fylogenie
De beschrijvers plaatsten Pitekunsaurus in de Titanosauria. Ze vermeoedden een verwantschap met Rinconsaurus maar dat was niet gebaseerd op een exacte cladistische analyse. Latere analyses vonden een positie in de Aelosauridae als een verwant van Gondwanatitan en Aeolosaurus.

## Levenswijze
Geologisch onderzoek wees uit dat hij leefde in een gebied met een gematigd warm klimaat, met sterke seizoenswisselingen en een duidelijke afgrenzing van droge en natte perioden.